# Landelles
Landelles é uma comuna francesa na região administrativa do Centro, no departamento Eure-et-Loir. Estende-se por uma área de 10,27 km². Em 2010 a comuna tinha 646 habitantes (densidade: 62,9 hab./km²).